# Mapania sessilis
Mapania sessilis là loài thực vật có hoa trong họ Cói. Loài này được Merr. mô tả khoa học đầu tiên năm 1922.